# Coccobius intermedius
Coccobius intermedius är en stekelart som först beskrevs av Charles Joseph Gahan 1927.  Coccobius intermedius ingår i släktet Coccobius och familjen växtlussteklar. Inga underarter finns listade i Catalogue of Life.